# Flawil
Flawil (gsw. Flòòwiil) – miasto i gmina w Szwajcarii, w kantonie St. Gallen, w okręgu Wil. 

## Demografia
We Flawil mieszka 10 444 osób. W 2021 roku 29,3% populacji gminy stanowiły osoby urodzone poza Szwajcarią.  

## Współpraca
Miejscowość partnerska:
- Isny im Allgäu, Niemcy

## Transport
Przez teren miasta przebiegają drogi główne nr 430 i nr 432.